# Lakemoor
Lakemoor és una vila dels Estats Units a l'estat d'Illinois. Segons el cens del 2000 tenia 2.788 habitants.

## Demografia
Segons el cens del 2000, Lakemoor tenia 2.788 habitants, 1.014 habitatges, i 717 famílies. La densitat de població era de 251,5 habitants/km².
Dels 1.014 habitatges en un 42,4% hi vivien nens de menys de 18 anys, en un 60% hi vivien parelles casades, en un 7,6% dones solteres, i en un 29,2% no eren unitats familiars. En el 20,6% dels habitatges hi vivien persones soles el 3,6% de les quals corresponia a persones de 65 anys o més que vivien soles. El nombre mitjà de persones vivint en cada habitatge era de 2,75 i el nombre mitjà de persones que vivien en cada família era de 3,24.
Per edats la població es repartia de la següent manera: un 30,7% tenia menys de 18 anys, un 7,6% entre 18 i 24, un 41,9% entre 25 i 44, un 15,1% de 45 a 60 i un 4,6% 65 anys o més.
L'edat mediana era de 30 anys. Per cada 100 dones de 18 o més anys hi havia 105,9 homes.
La renda mediana per habitatge era de 56.217 $ i la renda mediana per família de 60.542 $. Els homes tenien una renda mediana de 48.510 $ mentre que les dones 32.841 $. La renda per capita de la població era de 22.499 $. Aproximadament el 9,5% de les famílies i el 8,7% de la població estaven per davall del llindar de pobresa.

## Poblacions properes
El següent diagrama mostra les poblacions més properes.